# Agent Carter
Marvel's Agent Carter, nota semplicemente come Agent Carter, è una serie televisiva statunitense ideata da Christopher Markus e Stephen McFeely per la ABC, basata sull'omonimo cortometraggio dei Marvel Studios. Ambientata all'interno del Marvel Cinematic Universe dopo gli eventi di Captain America - Il primo Vendicatore, la serie è prodotta dalla Marvel Television, ABC Studios, F&B Fazekas & Butters; Tara Butters, Michele Fazekas e Chris Dingess sono gli showrunner.
La serie ha come protagonista Hayley Atwell nei panni di Peggy Carter, costretta a bilanciare il suo lavoro di agente segreto con la sua vita da donna single nell'America degli anni quaranta. 
Lo sviluppo della serie ispirata al cortometraggio cominciò nel settembre 2013, con il coinvolgimento di Atwell confermato nel gennaio 2014. L'8 maggio la ABC la ha ordinata ufficialmente, con James D'Arcy, Chad Michael Murray ed Enver Gjokaj al fianco della protagonista Atwell; sono uniti da Shea Whigham per la prima stagione. La serie introduce le origini di diversi personaggi e trame dei film MCU, mentre compaiono anche altri personaggi dei film.
La prima stagione è stata trasmessa dal 6 gennaio al 24 febbraio 2015, mentre la seconda stagione dal 19 gennaio al 1º marzo 2016. La serie è stata trasmessa durante la pausa invernale di Agents of S.H.I.E.L.D.. Nonostante il responso positivo da parte della critica, la serie ha subito un costante calo di telespettatori, e il 12 maggio 2016 è stata ufficialmente cancellata dalla ABC.

## Trama

### Prima stagione
Dopo la fine della seconda guerra mondiale, Peggy Carter, l'agente dell'SSR (Strategic Scientific Reserve) si ritrova costretta a bilanciare il suo lavoro con la missione segreta affidatale da Howard Stark, incastrato con l'accusa di aver venduto armi letali al miglior offerente. Per ripulire il nome dell'uomo, Peggy deve trovare i veri responsabili e recuperare le armi, assistita dal fedele maggiordomo di Stark, Edwin Jarvis. Durante le indagini lo SSR si confronta con l'organizzazione segreta sovietica Leviathan.

### Seconda stagione
Peggy si trasferisce a Los Angeles per affrontare una minaccia (nuova Era atomica) proveniente dall'organizzazione segreta del Consiglio dei Nove che rischia di mettere in pericolo tutte le persone che ha giurato di proteggere. Trova nuovi amici, una nuova casa e un potenziale nuovo interesse amoroso.

## Episodi
| Stagione         | Episodi | Prima TV originale | Prima TV Italia |
| ---------------- | ------- | ------------------ | --------------- |
| Prima stagione   | 8       | 2015               | 2016            |
| Seconda stagione | 10      | 2016               | 2016            |

## Personaggi e interpreti
- Peggy Carter (stagioni 1-2), interpretata da Hayley Atwell, doppiata da Ilaria Latini. Un agente SSR (Strategic Scientific Reserve) inizialmente bloccata a fare lavori amministrativi[2]. Butters ha affermato che "la superpotenza di Carter è il fatto che altre persone la sottovalutano. E lei spesso la usa a suo vantaggio"[6]. Sull'influenza che l'apparente morte di Steve Rogers ha avuto su Carter, Atwell spiegò che "era la persona più grande che avesse mai conosciuto - anche prima che prendesse il siero e diventasse Capitan America. Conosceva il suo personaggio e vedeva in lui uno spirito affine. Quindi penso che stia soffrendo per la sua perdita, ma è anche determinata ad assicurarsi che il suo lavoro non sia stato vano. Ciò le dà un'enorme determinazione per continuare nonostante gli ostacoli che incontra."[7] Gabriella Graves interpreta una giovane Carter.[8]
- Edwin Jarvis (stagioni 1-2), interpretato da James D'Arcy, doppiato da Mauro Gravina.
- Howard Stark (stagioni 1-2), interpretato da Dominic Cooper, doppiato da Francesco Pezzulli.
- Jack Thompson (stagioni 1-2), interpretato da Chad Michael Murray, doppiato da Gianfranco Miranda.
- Daniel Sousa (stagioni 1-2), interpretato da Enver Gjokaj, doppiato da Alessio Cigliano.
- Roger Dooley (stagione 1), interpretato da Shea Whigham, doppiato da Paolo Maria Scalondro.

## Produzione

### Sviluppo
Nel settembre 2013 la Marvel Television cominciò a sviluppare una serie televisiva basata sul Marvel One-Shots Agente Carter, ed era in cerca di sceneggiatori. Nel gennaio 2014 il presidente della ABC Paul Lee confermò che lo show era in sviluppo, e annunciò che Tara Butters e Michele Fazekas sarebbero state le showrunner della serie. Nel marzo 2014 Christopher Markus e Stephen McFeely, sceneggiatori di Captain America - Il primo Vendicatore e Captain America: The Winter Soldier, dissero di aver concepito Agent Carter come una serie composta da massimo 13 episodi, ambientati nel 1946, e che la Carter avrebbe affrontato un solo caso durante tutta la stagione. Eventuali nuove stagioni affronteranno invece nuovi casi. L'8 maggio 2014 la ABC ha ordinato ufficialmente la serie, confermando in seguito che sarebbe andata in onda durante la pausa invernale della seconda stagione di Agents of S.H.I.E.L.D., a gennaio 2015. Sempre a maggio l'attrice Hayley Atwell dichiarò che la serie sarebbe stata composta da otto episodi.
Nel gennaio 2015 Butters e Fazekas hanno confermato che la serie non è mai stata concepita per essere una miniserie, che una seconda stagione è possibile e che non sarebbe stata necessariamente limitata a otto episodi; il 7 maggio 2015 la serie è stata difatti rinnovata per una seconda stagione da dieci episodi. La serie è stata cancellata dalla ABC nel maggio 2016.
Sul periodo di tempo in cui la serie è ambientata, Atwell ha detto: "Penso che la cosa interessante sia che ho già interpretato Peggy alla fine della sua vita... ora abbiamo l'opportunità, se lo show avrà una seconda, una terza, una quarta o una quinta stagione, di esplorare tutti gli aspetti del personaggio perché sappiamo già che vivrà a lungo e avrà una vita piena. [...] Ovviamente siamo nel 1946, ma in una seconda, terza o quarta o quinta stagione possiamo esplorare periodi differenti. Possiamo vedere la fine degli anni quaranta, i primi anni cinquanta, gli anni sessanta, [...] fino ai giorni nostri, quindi è una cosa esaltante". Butter in seguito ha spiegato che le future stagioni sarebbero state ambientate probabilmente più o meno nello stesso periodo, possibilmente cambiando location, come Hollywood o l'Europa, in modo da rimanere in un periodo pre-S.H.I.E.L.D. ed evitare la competizione con Agents of S.H.I.E.L.D. È il caso della seconda stagione, che è ambientata a Los Angeles nel 1947.

### Cast

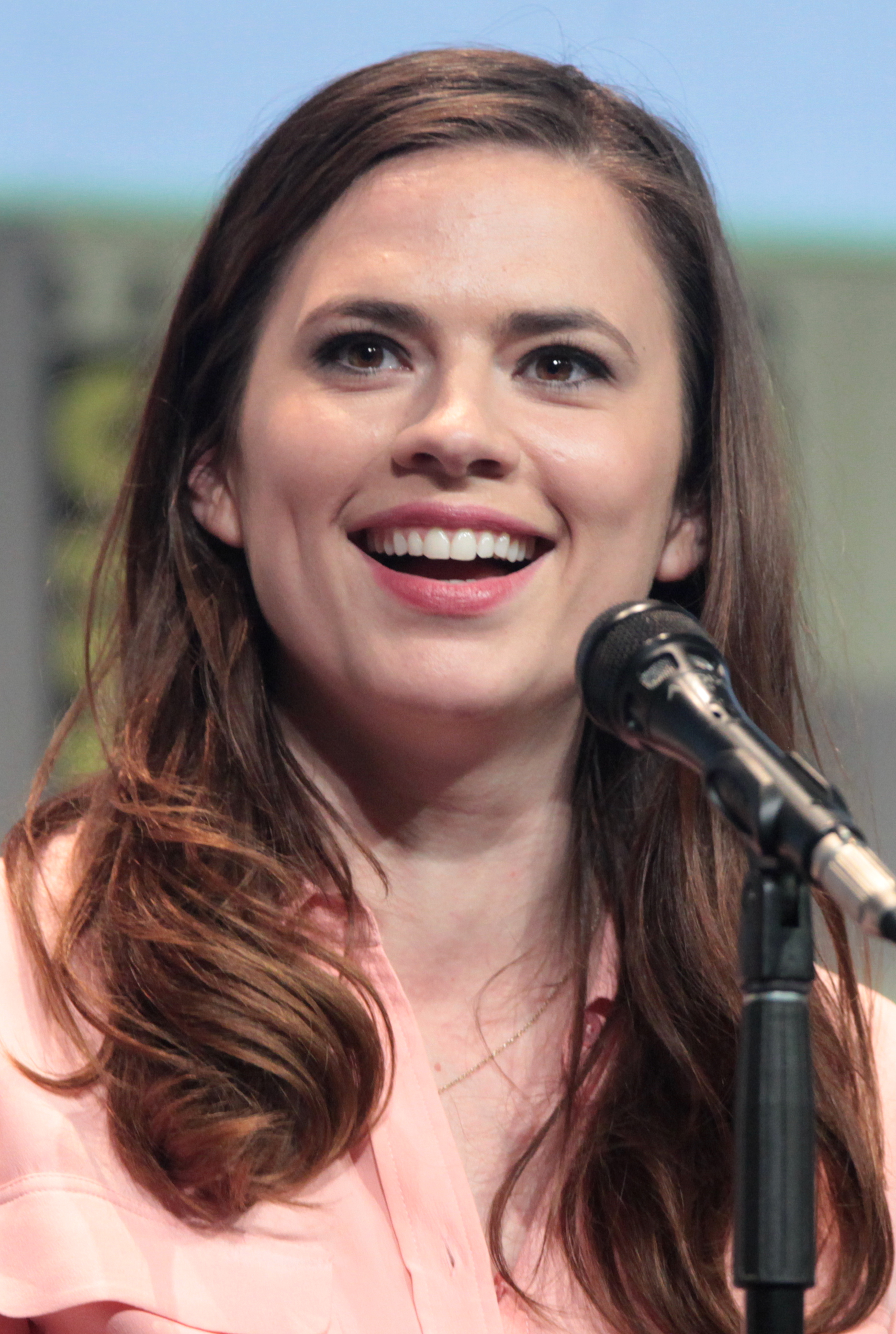
Hayley Atwell interpreta Peggy Carter

L'attrice Hayley Atwell aveva già in precedenza espresso interesse a partecipare alla serie, e nel gennaio 2014 Paul Lee confermò ufficialmente il suo ritorno. Nell'agosto 2014 entrarono nel cast Chad Michael Murray e Enver Gjokaj nei panni degli agenti della SSR Jack Thompson e Daniel Sousa. Nel settembre 2014 James D'Arcy venne scelto per interpretare Edwin Jarvis, e Shea Whigham entrò nel cast nei panni del capo della SSR Roger Dooley.
Atwell, D'Arcy, Gjokaj e Murray tornano nella seconda stagione.
Come in molte altre produzioni Marvel, Stan Lee appare in un cameo nel quarto episodio.

### Riprese
L'episodio pilota è stato scritto da Markus e McFeely e diretto da Louis D'Esposito; il secondo episodio è diretto da Joe Russo, uno dei registi di Captain America: The Winter Soldier e del futuro Captain America: Civil War. Al San Diego Comic-Con 2014 D'Esposito rivelò che Joe Johnston, regista di Captain America - Il primo Vendicatore, era interessato a dirigere il quarto episodio, che tuttavia è stato poi diretto da Stephen Cragg.
Le riprese della prima stagione si sono tenute a Los Angeles a partire dal settembre 2014, e sono terminate il 20 gennaio 2015. Il direttore della fotografia Gabriel Beristáin ha usato una combinazione di tecnologia digitale e di tecniche analogiche per ricreare l'atmosfera dei classici film degli anni quaranta. Beristáin ha usato delle macchine da presa digitali Arri Alexa insieme a lenti Leica e velatini di seta.  Anche per l'illuminazione ha usato insieme tecnologie tradizionali e moderne, usando dei dispositivi al LED per ricreare la classica illuminazione hollywoodiana. Ha definito questa luce "un omaggio ai grandi direttori della fotografia che hanno illuminato Lauren Bacall e Grace Kelly".

### Tie-in
Riguardo al rapporto della serie con i film, Fazekas ha affermato: "Essendo Peggy un personaggio dei film, sia Louis D'Esposito che Kevin Feige sono molto interessati e sono stati molto collaborativi e generosi". Markus, parlando dell'ambientazione della serie, ha spiegato che "basta lasciare un piccolissimo indizio ed è tutto collegato. Non c'è bisogno di dire 'Howard Stark indossa gli stessi pantaloni di Tony [Stark]'... ogni cosa viene esaltata dal semplice fatto che è tutto collegato".
Nel luglio 2014, Fazekas ha parlato del rapporto tra la serie e il One-Shot, spiegando che "il cortometraggio è la base della serie. Carter che lavora per la S.S.R., il dopoguerra... se si pensa al corto come a una sorta di fine della serie, la serie condurrà a quel momento in cui Peggy viene assegnata allo S.H.I.E.L.D.". Markus ha aggiunto che "sappiamo bene che essere in continuità con il corto diventerà sempre più difficile se andremo avanti".
Nella prima stagione vengono mostrate le origini del Programma Vedova Nera e del Programma Soldato d'Inverno, entrambi apparsi nei film del MCU. Nella seconda stagione viene introdotta la villain Madame Masque, interpretata da Wynn Everett; viene inoltre introdotto il concetto della Forza Oscura, ricollegandosi al personaggio di Marcus Daniels, visto in Agents of S.H.I.E.L.D., e al Dottor Strange.
James D'Arcy è apparso successivamente in Avengers: Endgame sempre nel ruolo di Jarvis. È il primo personaggio ad essere stato regular di una serie tv Marvel prima di apparire in un lungometraggio.

## Promozione
Al San Diego Comic-Con 2014 si è tenuto un panel a cui hanno partecipato il cast e gli autori della serie. Al New York Comic-Con sono state mostrate le prime sequenze, mentre il 29 ottobre 2014 la ABC ha pubblicato il primo trailer della serie.

## Programmazione
Negli Stati Uniti la serie è stata trasmessa dalla ABC. È trasmessa da CTV in Canada e da TV2 in Nuova Zelanda. Nel Regno Unito è trasmessa da Fox UK da luglio 2015. In Italia la serie è trasmessa da Sky Cinema 1, canale pay di Sky Italia, dal 2 febbraio 2016.

## Accoglienza
La serie è stata ben accolta dalla critica. Sull'aggregatore di recensioni Rotten Tomatoes la prima stagione ha un indice di gradimento del 96% con un voto medio di 7.9 su 10, basato su 50 recensioni, mentre la seconda ha il 76% di recensioni positive con un voto medio di 8 su 10, basato su 16 recensioni. Su Metacritic ha un punteggio di 74 su 100 basato su 25 recensioni. Brian Lowry di Variety, recensendo la doppia première, ha giudicato vincente la scelta della Marvel di creare una serie sul personaggio di Atwell, definendo la première "notevolmente divertente".

## Riconoscimenti

### Saturn Award
- 2015 - Candidatura alla miglior serie TV di supereroi
- 2015 - Candidatura alla migliore attrice in una serie TV per Hayley Atwell
- 2015 - Candidatura al miglior attore guest in una serie TV per Dominic Cooper
- 2016 - Candidatura alla miglior serie TV di supereroi